# Віндігштайг
Віндігштайг (нім. Windigsteig) — ярмаркова комуна  (нім. Marktgemeinde)  в Австрії, у федеральній землі  Нижня Австрія.
Входить до складу округу Вайдгофен-ан-дер-Тайя. Населення — 971 особа (станом на 31 грудня 2013 року). Займає площу 25 км². Віндігштайг вперше був описаний у 1281 році. Графиня Марія Леопольдіна заснувала в 1736 році лікарню з каплицею, яка згодом була перетворена на маєток.

## Розташування
|       | Вайдгофен-ан-дер-Тайя-Ланд | Вайдгофен-ан-дер-Тайя |
| Фітіс | Розташування               | Гепфріц-ан-дер-Вільд  |
|       | Шварценау                  |                       |

## Населення
Рівень зайнятості в 2001 році склав 43,24 відсотка. За результатами перепису 2001 року налічувалося 1117 жителів. У 1991 році -1168, в 1981 році — 1267, в 1971 році — 1431 жителів. Населення у 2008: 1043.